# Ernster Dezső
Ernster Dezső (Pécs, 1898. november 23. – Zürich, 1981. február 15.) magyar operaénekes (basszus).

## Életpályája

### Pályakezdése
Édesapja Ernster Géza (1868–1944), a pécsi zsinagóga legendás kántora. Korán elvesztett édesanyjának is szép énekhangja volt. Ernster Dezső egyik bátyja a pécsi színház korrepetitora volt, az ő révén már hatévesen énekelhetett Bizet Carmenjének fiúkórusában.
Szülővárosában kezdte kiképezni hangját Kalliwoda Olga tanítványaként, majd Budapesten és Bécsben folytatta tanulmányait. Pályafutása a szászországi Plauenben kezdődött, ahol 1924–1925-ben énekelte Hermann szerepét a Tannhäuserben. 1929-től szerepelt a berlini Staatstheaterben és a Kroll Operában is, ahol – többek között – Paul Hindemith operáiban énekelt Otto Klemperer vezénylésével. 1931-ben, Bayreuthban Titurelt játszotta a Parsifalból, karmestere itt Arturo Toscanini volt.

### 1933 után
1933 után el kellett hagynia Németországot, Ausztriában telepedett le. 1938-ban az Egyesült Államokban turnézott, de 1940-ben vesztére visszatért Magyarországra, ahol zsidó énekes ekkor már nem léphetett fel. 1944-ben elfogták, majd a Kasztner-vonattal a bergen-belseni koncentrációs táborba került, ahonnan a Nemzetközi Vöröskereszt segítségével szabadult ki.

### A háború után
A háború után újra fellépett Bázelben és a Metropolitanben, New Yorkban. Magyarországra 1955-ben látogatott haza hét év után.
1964-ben Svájcba költözött. Magyarországon utoljára 1966 augusztusában lépett fel: Sarastrót énekelte A varázsfuvolából a Margitszigeti Szabadtéri Színpadon.
Utolsó éveit Zürichben töltötte, itt hunyt el 1981-ben.
2002-ben édesapjának és neki közös emléktáblát avattak Pécsett.

## Főbb szerepei
- Sarastro (Mozart: A varázsfuvola)
- Kormányzó (Mozart: Don Giovanni)[4]
- Daland (Wagner: A bolygó hollandi)
- Hermann (Wagner: Tannhäuser)
- Hunding (Wagner: A walkür)
- Marke (Wagner: Trisztán és Izolda)

## Lemezei
- Don Giovanni[5]
- Götterdämmerung[6]
- Salome[7]